# يهرتشي
يهرتشي هي قرية في مقاطعة هشترود، إيران. عدد سكان هذه القرية هو 105 في سنة 2006.